# Masoud Kimiai
Masoud Kimiai (in persiano: مسعود کیمیایی; Tehran, 29 luglio 1941) è un regista, sceneggiatore e produttore cinematografico iraniano.

## Biografia
Dopo alcuni film in cui lavora come assistente alla regia, nel 1968 realizza il suo primo cortometraggio, Mastooreh e il suo primo lungometraggio da regista, Bigane biya, seguito nel 1969 da Gheysar.
Nel 1979, durante Cairo International Film Festival, ha ricevuto il Premio OCIC (assegnato dall'Organizzazione cattolica internazionale per il cinema) per il suo film Safar sang.
Nel 1991 è stato premiato al 41º Festival Internazionale del Cinema di Berlino per il suo film, Dandan-e-mar.

### Vita privata
Kimiai si è sposato 3 volte. Fino al 1991 è stato legato sentimentalmente alla cantante pop iraniana Giti Pashaei, successivamente ha sposato la cantante Faegheh Atashin, divorziando nel 2003. Ha 1 figlio.

## Filmografia parziale
- Bigane biya (1968)
- Gheysar (1969)
- Reza motori (1970)
- Safar sang (1978)
- Khatte ghermez (1982)
- Dandan-e-mar (1990)
- Goroohban (1991)
- Eteraz (2000)
- Jorm (2011)
- Khaen-koshi (2022)

## Riconoscimenti
Festival internazionale del cinema di Berlino 
- 1991 – Menzione d'onore

 Montreal World Film Festival 
- 1992 - Vincitore del Jury Prize

 Fajr International Film Festival 
- 2000 - Candidatura come miglior regista

 Cairo International Film Festival 
- 1979 - Miglior regista